# Fatou Djibo
Fatou Djibo, née Fadima Diallo Hassane le 27 avril 1927 à Téra (Niger) et décédée le 6 avril 2016 à Niamey est une militante des droits des femmes et des causes sociales au Niger. Fatou Djibo est l'une des premières femmes à avoir été scolarisées au Niger.

## Biographie
Fatou Djibo voit le jour dans une famille privilégiée et est l'enfant favorite de son père, chef de canton à l'ouest du Niger, alors colonie française. Ce dernier contrairement aux habitudes décide d'inscrire tous ses enfants sans distinction de genre, aussi bien Fatou et sa petite sœur que ses frères à ce qu'on appelait alors l'école des Blancs pour désigner l'école française. Elle est ainsi une des premières filles à fréquenter à 7 ans, l'école primaire de Téra. Elle continue ensuite ses études à l'École supérieure de Niamey puis à l'École normale de Rufisque au Sénégal. Elle obtient son diplôme en 1946 avec mention. La même année, elle épouse Djibo Yacouba avec lequel elle aura huit enfants. Ce dernier, ancien élève de l'École normale William-Ponty est enseignant comme elle et occupera plus tard des fonctions ministérielles et diplomatiques.
Fatou Djibo débute en 1948 sa fonction d'institutrice. Elle et son conjoint ont pour postes d’affectation Fada N'Gourma en Haute-Volta (devenue Burkina Faso) Maradi, Zinder, Tillabéry, enfin Niamey qui deviendra à partir de 1958 leur lieu permanent de résidence,.
Parallèlement à sa vie professionnelle, Fatou Djibo est militante, en 1959 Fatou Djibo fonde l'organisation des femmes de l'Union des femmes du Niger (UFN), dont elle devient la présidente,. Elle affirme que le développement d'un pays ne peut être complet sans l'émancipation des femmes et que leur asservissement doit être condamné. Dans le même temps, elle considère que la principale tâche des femmes nigériennes consiste à éduquer les citoyens.

« Ce qui m’a poussée à me mettre au service de la Croix-Rouge, c’est qu’en Afrique on dit que l’aînée doit donner l’exemple. Je me suis plongée dans tous les secteurs où je pouvais être utile. Le bénévolat est précieux pour faire avancer son pays. C’est un devoir pour toutes les femmes conscientes de participer à l’ensemble des activités qui permettent le développement du pays. Il y a beaucoup à faire dans tous les domaines et avec les autres femmes qui ont eu la chance d’avoir une instruction nous nous mobilisions sans relâche, et étions en permanence sur le pied de guerre. J'ai occupé pendant 8 ans le poste de conseillère économique et sociale au sein de la Croix-Rouge nigérienne à la création de laquelle j'ai participé aux côtés de feue Mme Bassy. J’ai fait également partie de l’UNTN (Union Nationale des travailleurs nigériens) comme trésorière-adjointe ; enfin j’ai participé à la création de l’Amicale des Vieux. »

— Fatou Djibo
En 1969 Fatou Djibo suit son mari à Bruxelles lorsque celui-ci est nommé ambassadeur. Après la mort de celui-ci en 1968, elle retourne au Niger, où elle devient trésorière de l'école du lycée Kassaï à Niamey. Au sein de l'Union des syndicats de travailleurs du Niger, à  partir de 1971 elle travaille aussi dans le domaine de la trésorerie, mais comme adjointe. En 1978, dans le cadre de ses fonctions, elle remercie officiellement l'URSS pour son don de médicaments et d'instruments médicaux à la Croix-Rouge nigérienne. En 1979, elle  participe à un atelier international sur les femmes et le leadership.
À la fin des années 1990, Fatou Djibo se voit contrainte de mettre fin à la plupart de ses activités sociales et se retirer progressivement de la vie publique en raison de soucis de santé. Elle termine la rédaction de ses mémoires. La deuxième décennie de 2000 voit la détérioration graduelle de son état de santé; ce qui la conduit contre son gré à mener une vie semi-recluse, consacrée essentiellement à la lecture, notamment du Coran et autres livres religieux. Elle meurt le mercredi 6 avril 2016 à Niamey dans les bras de sa fille, médecin de profession,,,,.